# Michela Pesce
Michela Pesce (23 settembre 1993) è una calciatrice italiana, attaccante dell'Amicizia Lagaccio.

## Carriera
Michela Pesce cresce calcisticamente nelle giovanili della sezione femminile del Vado, società di Vado Ligure, dove gioca sia nella formazione che nella stagione 2011-2012 arriva alle finali nazionali del Campionato Primavera che in quella titolare che disputa il campionato di Serie C Liguria.
Nell'estate 2012 viene contattata dalla dirigenza del Cuneo San Rocco che le propone un posto da titolare nel proprio reparto offensivo. Pesce decide di vestire la maglia biancorossa delle cuneesi e fa il suo debutto in Serie A2, l'allora secondo livello del campionato italiano femminile di calcio, nella stagione 2012-2013.. Rimane anche le stagioni successive contribuendo alla storica promozione in Serie A della società al termine della stagione 2013-2014.
Con il Cuneo ha disputato il campionato di Serie A 2014-2015, scendendo in campo tredici volte e realizzando due reti. A fine stagione ha lasciato il Cuneo e nel luglio 2015 si è trasferita a Genova, firmando un contratto con l'Amicizia Lagaccio.

## Palmarès
- Campionato italiano di Serie B: 1

Cuneo San Rocco: 2013-2014